# Обтер, Леон д’Эспарбес де Люссан
Леон д'Эспарбес де Люссан (фр. Leon d'Esparbès de Lussan; 1620 — 27 апреля 1707), называемый шевалье д'Обтер — французский государственный и военный деятель.

## Биография
Пятый сын Франсуа д'Эспарбес де Люссана, маркиза д'Обтер, маршала Франции, и Ипполиты Бушар, маркизы д'Обтер.
Крещен в Блае 17 октября 1620. Мальтийский рыцарь с 2 июня 1628. Вступил лейтенантом в Морской полк при его формировании в 1635 году.
В 1637 году служил при осадах и взятии Ландреси, Мобёжа, Ла-Капеля; Сент-Омера в 1638 году, Эдена в 1639-м. Капитан в Морском полку (1640). В 1640 году участвовал в осаде Арраса, в 1641 году в осаде Эра. В 1642 году служил в пикардийской армии графа д'Аркура, перешедшей к обороне.
В 1643 году участвовал в битве при Рокруа, осаде и взятии Тионвиля и Сирка.
В январе 1644 отказался от роты в Морском полку и 20 января получил другую в пехотном полку Обтера.
В 1645 году участвовал в взятии Вимпфена, Роттенбурга, взятого приступом, в битве при Нёрдлингене, в осаде Хайльбронна, во всех экспедициях Тюренна в 1646—1648 годах. 20 сентября 1648 получил роту в полку кардинала Мазарини.
Во время Фронды участвовал в блокаде Парижа, атаке Шарантона, осаде Камбре, осаде и взятии Конде в 1649 году, деблокировании Гиза, взятии Ретеля и Ретельском сражении в 1650-м.
Патентом от 10 апреля 1651 сформировал кавалерийский полк воего имени, с которым служил во Фландрии под командованием маршала Омона. 15 сентября был произведен в лагерные маршалы.
16 июня 1655 произведен в генерал-лейтенанты армий короля. Воевал на Каталонском театре Франко-испанской войны, участвовал в захвате мыса Кьер, взятии Кастийона и Кадани, и снятии вражеской осады с Сольсоны.
26 марта 1656 назначен губернатором Коллиура, Сент-Эльма и порта Вандр в Руссильоне, где командовал до подписания Пиренейского мира. 18 апреля 1661 его полк был распущен.
Во время Голландской войны в 1674 сформировал вольную роту пехоты, ставшую гарнизоном в Коллиуре и распущенную в 1478 году.
Патентом от 26 апреля 1689 назначен командующим в Руссильоне в отсутствие герцога де Ноая и маркиза де Шазерона, в каковой должности оставался до подписания Рисвикского мира.
Умер, будучи самым старым из королевских генерал-лейтенантов.